# Sue Monk Kidd
Sue Monk Kidd (Sylvester, 12 agosto 1948) è una scrittrice statunitense, conosciuta per La vita segreta delle api.

## Biografia
Kidd, nata a Sylvester, in Georgia, e laureata alla Texas Christian University nel 1970 in Science of Nursing, ha lavorato come infermiera e come istruttrice infermiera.
I suoi primi libri, God's Joyful Surprise (Harper SanFrancisco, 1988) e When the Heart Waits (Harper SanFrancisco, 1990), sono memoriali spirituali che descrivono le sue esperienze contemplative Cristiane. The Dance of the Dissident Daughter (Harper SanFrancisco, 1996) introduce temi dalla teologia femminista.
Il suo primo romanzo, La vita segreta delle api (negli Stati Uniti edito da Viking, 2002), è stato scritto in tre anni e mezzo. È stato adattato come pezzo teatrale a New York da The American Place Theater e adattato al grande schermo come La vita segreta delle api da Fox Searchlight.

## Opere
- God's Joyful Surprise: Finding Yourself Loved, 1988
- When the Heart Waits: Spiritual Direction for Life's Sacred Questions, 1990
- The Dance of the Dissident Daughter: A Woman's Journey from Christian Tradition to the Sacred Feminine, 1996
- La vita segreta delle api (The Secret Life of Bees, novel, 2002), Milano, Mondadori, 2006, traduzione di Paola Frezza Pavese
- L'isola degli aironi bianchi (The Mermaid Chair, 2005), Milano, Mondadori, 2005, traduzione di Adriana Colombo e Paola Frezza Pavese
- Firstlight: The Early Inspirational Writings of Sue Monk Kidd, 2006
- In viaggio con le melagrane. Madre e figlia alla scoperta di un dialogo nuovo (Traveling with Pomegranates: A Mother-Daughter Journey to the Sacred Places of Greece, Turkey and France, Viking, 2009) (con Ann Kidd Taylor), Milano, Mondadori, 2011, traduzione di Martina Cocchini
- L’invenzione delle ali (The Invention of Wings, 2014), Milano, Mondadori, 2015, traduzione di Manuela Faimali
- Il libro dei desideri (The Book of Longings, 2020), Milano, Mondadori, 2020, traduzione di Manuela Faimali